# 1789
1789 (MDCCLXXXIX) var ett normalår som började en torsdag i den gregorianska kalendern och ett normalår som började en måndag i den julianska kalendern.

## Händelser

### Januari
- 7 januari – Överste Johan Henrik Hästesko fängslas för sin inblandning i Anjalaförbundet.

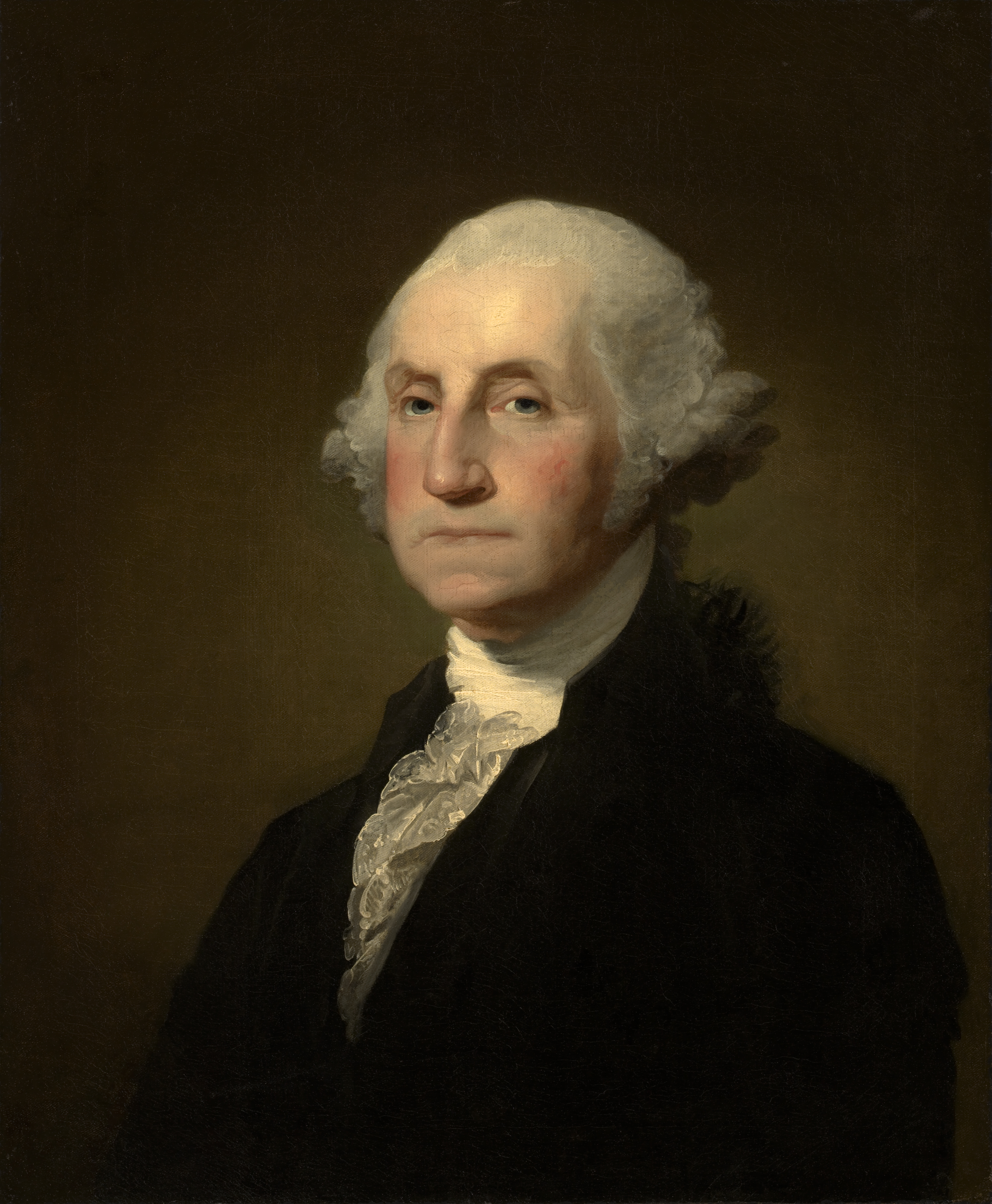
George Washington vald till USA:s förste president.

- 10 januari – Den politiske vilden George Washington vinner presidentvalet i USA, som började den 15 december föregående år.
- 26 januari – Den svenska riksdagen samlas i Stockholm. Under denna, som pågår till slutet av april, genomförs en rad drastiska förändringar, bland annat avskaffandet av 1723 års adelsprivilegier

### Februari
- 4 februari – George Washington blir enhälligt vald till USA:s första president, genom det amerikanska elektorskollegiet.
- 21 februari
  - Riksdagen 1789 antar ett tillägg till 1772 års regeringsform, Förenings- och säkerhetsakten, trots adelns protester. Denna innebär att kungen ensam får besluta om krig och fred och hur många medlemmar riksrådet får innehålla. Därmed avskaffar Gustav III riksrådet helt och hållet genom att fastställa antalet ledamöter till 0.[1]
  - Den svenska jakten blir mycket friare, då ofrälse bönder med skattejord får rätt att jaga fritt på sina ägor.

### April
- 21 april - John Adams blir USA:s förste vicepresident.
- 25 april – Réveillon-upploppen i Paris.
- 28 april
  - Myteriet på Bounty utförs.
  - 1789 års svenska riksdag avslutas.
  - Det svenska riksgäldskontoret inrättas formellt, men har haft sitt första sammanträde redan den 15 april.
- 30 april - George Washington blir USA:s första president.

### Maj
- 12 maj – Brand på Stjärnorps slott.[2]
- 15 maj
  - Gustav III inrättar Rikets allmänna ärendens beredning, som ersättning för det 564 år gamla riksrådet (regeringen), som kungen har avskaffat under riksdagen.
  - Gustav III inrättar Högsta domstolen.

### Juni
- 13 juni – Svenskarna besegrar ryssarna i slaget vid Porrassalmi. Detta är den första svenska segern i ett fältslag sedan Karl XII:s tid.
- 17 juni – Tredje ståndet i generalständerna i Versailles förklarar sig ensidigt som Frankrikes nationalförsamling.
- 19 juni – Svenskarna besegrar ryssarna i det andra slaget vid Porrassalmi.
- 20 juni – Den franska nationalförsamlingen svär eden i Bollhuset, att inte åtskiljas förrän de givit Frankrike en konstitution.
- 28 juni – Svenskarna besegrar ryssarna i slaget vid Uttismalm.

### Juli
- 9 juli – Danmark avger en neutralitetsdeklaration och drar sig därmed ur svensk-ryska kriget, efter internationella påtryckningar.

Franska revolutionen.

- 14 juli – Den franska revolutionen inleds genom stormningen av Bastiljen i Paris.
- 15 juli – Svenskarna besegras av ryssarna i slaget vid Kaipiais.
- 21 juli – Svenskarna besegrar ryssarna i slaget vid Parkumäki.
- 22 juli – Den stora skräcken, en allmän bonderesning, bryter ut över den franska landsbygden.
- 26 juli – Sjöslaget vid Öland, mellan de svenska och ryska flottorna, slutar oavgjort.

### Augusti
- 7 augusti – USA:s krigsdepartement bildas.[3]
- 15 augusti – Artilleriduellen vid Korkiansaari holme, mellan de svenska och ryska flottorna, slutar oavgjort.
- 24–25 augusti – Svenska skärgårdsflottan besegras av den ryska i det första sjöslaget vid Svensksund.
- 26 augusti – Franska nationalförsamlingen antar sin första deklaration av de mänskliga och medborgerliga rättigheterna.

### September
- 24 september – Med Judiciary Act of 1789 bildas USA:s federala dömande makt, och United States Marshals Service.[4]

### Oktober
- 5 oktober – Kvinnotåget till Versailles tvingar med sig Ludvig XVI till Paris under franska revolutionens berömda oktoberdagar.

### November
- 21 november – North Carolina blir den 12:e delstaten att ingå i den amerikanska unionen.[5]

## Födda

### Första kvartalet

#### Januari
- 17 januari – August Neander, tysk teolog. (död 1850)

#### Februari
- 19 februari – William Fairbairn, brittisk ingenjör. (död 1874)

#### Mars
- 5 mars – William S. Archer, amerikansk politiker, senator 1841–1847. (död 1855)
- 16 mars – Georg Ohm, tysk fysiker. (död 1854)

### Andra kvartalet

#### April
- 1 april – John Hopkins Clarke, amerikansk politiker (whig), senator 1847–1853. (död 1870)
- 6 april – Isaac Hill, amerikansk demokratisk politiker, senator 1831–1836, guvernör i New Hampshire 1836–1839. (död 1851)

#### Maj
- 1 maj – Richard Irvine Manning, amerikansk politiker, guvernör i South Carolina 1824–1826. (död 1836)

#### Juni
- 8 juni – Sunwon, koreansk drottning och regent. (död 1857)
- 30 juni – Horace Vernet, fransk målare. (död 1863)

### Tredje kvartalet

#### Juli
- 3 juli – Friedrich Overbeck, tysk målare, tecknare och illustratör. (död 1869)
- 18 juli – Thomas Carlin, amerikansk demokratisk politiker, guvernör i Illinois 1838–1842. (död 1852)

#### Augusti
- 21 augusti – Augustin Louis Cauchy, fransk matematiker. (död 1857)

#### September
- 5 september – Clarke Abel, brittisk botaniker och läkare. (död 1826)
- 23 september – Lars Gabriel von Haartman, finländsk friherre och politiker. (död 1859)

### Fjärde kvartalet

#### Oktober
- 8 oktober – John Ruggles, amerikansk uppfinnare, jurist och politiker, senator 1835–1841. (död 1874)

#### November
- 11 november – Pietro Tenerani, italiensk skulptör. (död 1869)

#### December
- 17 december – Clement Comer Clay, amerikansk demokratisk politiker, guvernör i Alabama 1835–1837. (död 1866)
- 22 december – Levi Woodbury, amerikansk politiker, USA:s finansminister 1834–1841. (död 1851)
- 28 december – Thomas Ewing, amerikansk politiker, USA:s finansminister 1841, USA:s inrikesminister 1849–1850. (död 1871)

## Avlidna

### Första kvartalet

#### Januari
- 4 januari – Thomas Nelson, 50, amerikansk politiker, Virginias guvernör 1781.
- 10 januari – Domenico Orsini d'Aragona, 69, italiensk kardinal.
- 21 januari – Baron d'Holbach, 65, fransk filosof, vetenskapsman och materialist.
- 23 januari – Frances Brooke, 65, brittisk författare.
- 30 januari – Gustaf Celsing den yngre, 66, svensk friherre, diplomat och ämbetsman.

#### Februari
- 14 februari – Petter Swartz, 62, svensk snusfabrikör.
- 19 februari – Nicholas Van Dyke, 50, amerikansk politiker, Delawares president 1783–1786.

#### Mars
- 8 mars – Andreas Malmlöf, 59, svensk orgelbyggare, snickare och bryggare.
- 23 mars – Thomas Osborne, 4:e hertig av Leeds, 75, brittisk adelsman.
- 25 mars – Julie von Voss, 22, preussisk hovdam.
- 29 mars – Thomas Collins, amerikansk politiker, Delawares president 1786–1789.

### Andra kvartalet

#### April
- 2 april – Christian Johan Berger, 64, dansk läkare.
- 7 april
  - Abd ül-Hamid I, 64, sultan av det Osmanska riket.
  - Petrus Camper, 66, nederländsk läkare.
- 13 april – Johan Amnell, 70, svensk filolog och teolog.
- 28 april – Johan Floderus, 67, svensk filolog.

#### Maj
- 5 maj – Giuseppe Baretti, 70, italiensk författare.
- 9 maj
  - Jean-Baptiste Vaquette de Gribeauval, 73, fransk militär.
  - Anders Johan von Höpken, 77, svensk greve, politiker och riksråd samt kanslipresident 1752–1761.
- 11 maj – Benigna de Watteville, 63, amerikansk skolpionjär.
- 15 maj – Hebba Christina Lejonancker, 42, svensk författare.
- 25 maj – Anders Dahl, 38, svensk botaniker, lärjunge till Carl von Linné.

#### Juni
- 12 juni – Jean-Étienne Liotard, 86, schweizisk pastell- och miniatyrmålare.
- 14 juni
  - Johann Wilhelm Hertel, 61, tysk kompositör.
  - Tommaso Temanza, 84, italiensk arkitekt, författare och ingenjör.
- 15 juni – Jacob Pontus von Wulffschmidt, 58, svensk militär, tecknare och målare.
- 19 juni – Axel Gabriel Leijonhufvud, 71, svensk friherre, hovman och militär.
- 21 juni – Samuel Follin, 72, svensk kyrkoherde.

### Tredje kvartalet

#### Juli
- 3 juli – Frans Cervin, 84, svensk politiker och ämbetsman.
- 8 juli – Samuel Duræus, 71, svensk fysiker och matematiker.
- 10 juli – Henrik Stampe, 76, dansk politiker och rättsfilosof.
- 13 juli – Victor Riqueti de Mirabeau, 73, fransk markis och nationalekonom.
- 14 juli
  - Jacques de Flesselles, 58, fransk ämbetsman, mördad.
  - Bernard-René de Launay, 49, fransk militär, Bastiljens guvernör, lynchad.
- 23 juli – Finnur Jónsson, 85, isländsk biskop och kyrkohistoriker.

#### Augusti
- 22 augusti – Johann Heinrich Tischbein den äldre, 66, tysk målare.
- 24 augusti – Carl Johan von Hohenhausen, 34, svensk sjömilitär.

#### September
- 1 september – Johan Leijonhielm, 25, svensk militär.
- 2 september – Johann Friedrich Wilhelm Jerusalem, 79, tysk teolog.
- 12 september – Franz Xaver Richter, 79, mährisk violinist, sångare och kompositör.
- 23 september – Silas Deane, 51, amerikansk diplomat.

### Fjärde kvartalet

#### Oktober
- 19 oktober – Gustaf Adolf Gyllenborg, 46, svensk greve och assessor i Kommerskollegium.
- 27 oktober – John Cook, amerikansk politiker, Delawares president 1782–1783.
- 30 oktober – Germund Carl Cederhielm, 72, svensk politiker och ämbetsman.

#### November
- 8 november – Erik Gustaf Tunmarck, 60, svensk-norsk kyrkomålare.
- 10 november
  - Richard Caswell, 60, amerikansk politiker, North Carolinas guvernör 1776–1780 och 1785–1787.
  - Johan Westerling, 75, svensk militär, tecknare och grafiker.
- 19 november – Maria Anna av Österrike, 51, abbedissa av klostret i Prag.

#### December
- 3 december – Joseph Vernet, 75, fransk målare.
- 20 december – Peter Borre, 73, dansk slavhandlare.
- 23 december
  - Charles-Michel de L'Épée, 77, fransk dövpedagog.
  - Barry St. Leger, 60, brittisk militär.
- 25 december – Carl Jacob von Quanten, 55, svensk adelsman och militär.

### Fotnoter
1. ↑  Dick Harrison (11 januari 2020). ”Rådet som föll offer för gustavianska enväldet” (på svenska). Svenska Dagbladet. https://www.svd.se/a/RR2Wyd/radet-som-foll-offer-for-det-gustavianska-envaldet. Läst 9 november 2024.
2. ↑  ”Värmlands brandhistoriska klubb”. Arkiverad från originalet den 12 oktober 2011. https://www.webcitation.org/62NB7kO36?url=http://www.brandhistoriska.org/olyckor_se.html.
3. ↑  ”Office of the Clerk of the U.S. House of Representatives - 404”. http://clerk.house.gov/art_history/highlights.html?action=view&intID=192.
4. ↑  ”The First Supreme Court”. History.com. Arkiverad från originalet den 1 maj 2009. https://web.archive.org/web/20090501183241/http://www.history.com/this-day-in-history.do?action=VideoArticle&id=5371. Läst 24 september 2008.
5. ↑  ”World Statesmen”. http://www.worldstatesmen.org/United_States.html.